# Turistická značená trasa 5601
 Turistická značená trasa č. 5601 měří 7,7 km a spojuje obec Vyšná Revúca a Rybovské sedlo v pohoří Velká Fatra na Slovensku.

## Průběh trasy
Zvolna stoupá z Vyšnej Revúce proti proudu říčky Revúce Suchou dolinou až nad hranici lesa do Rybovského sedla.
| Km  | Místo          | Navazující a křižující trasy | Souřadnice                      | Nadm. výška  |
| --- | -------------- | ---------------------------- | ------------------------------- | ------------ |
| 0   | Vyšná Revúca   | 8605                         | 48°54′23″ s. š., 19°9′46″ v. d. | 717 m n. m.  |
| 2,2 | Hajabačka      | 8435                         | 48°53′27″ s. š., 19°8′53″ v. d. | 765 m n. m.  |
| 7,7 | Rybovské sedlo | 0801 (Cesta hrdinů SNP)      | 48°52′37″ s. š., 19°5′24″ v. d. | 1317 m n. m. |